# Mount Saga
Mount Saga är ett berg i Antarktis. Det ligger i Östantarktis. Nya Zeeland gör anspråk på området. Toppen på Mount Saga är 1 342 meter över havet.
Terrängen runt Mount Saga är varierad. Trakten är obefolkad. Det finns inga samhällen i närheten.